# 2004 ES95
2004 ES95, também escrito como 2004 ES95, é um objeto transnetuniano que está localizado no Cinturão de Kuiper, uma região do Sistema Solar. Este corpo celeste é classificado como um cubewano. Ele possui uma magnitude absoluta de 7,0 e tem um diâmetro estimado com 175 km.

## Descoberta
2004 ES95 foi descoberto no dia 15 de março de 2004 pelo astrônomo Marc W. Buie.

## Órbita
A órbita de 2004 ES95 tem uma excentricidade de 0,144 e possui um semieixo maior de 45,577 UA. O seu periélio leva o mesmo a uma distância de 39,018 UA em relação ao Sol e seu afélio a 52,136 UA.